# Andrew Stewart, 1. Lord Avondale († 1488)

Wappen des Andrew Stewart, 1. Lord Avondale

Andrew Stewart, 1. Lord Avondale (auch Avandale, * vor 1425; † Juli 1488), war ein schottischer Adliger, Politiker und Diplomat sowie Lordkanzler von Schottland.

## Leben
Er war der älteste Sohn des Walter Stewart, Master of Fife († 1425), Sohn und Erbe des Murdoch Stewart, 2. Duke of Albany († 1425) und der Isabella, 9. Countess of Lennox († 1458), aus dessen erster Ehe mit einer Tochter des Duncan Campbell, 1. Lord Campbell. Die Ehe seiner Eltern galt, vermutlich wegen eines fehlenden päpstlichen Dispenses, als nicht rechtmäßig geschlossen. Andrew galt deshalb als illegitim und war von der Erbfolge auf die Adelstitel seiner Familie ausgeschlossen.
Er war noch minderjährig als sein Vater und Großvater 1425 wegen Hochverrats hingerichtet wurden. Vermutlich lebte er in den folgenden Jahren mit seiner Mutter oder Stiefmutter und seinen Brüdern im Exil in Irland. Im Juli 1437 wurden er und sein Bruder Sir Murdoch Stewart († um 1472) in England zum Knight Bachelor geschlagen und im August 1440 war er nach Schottland zurückgekehrt und lebte dort auf den Ländereien seiner Großmutter, der Countess of Lennox († 1458), auf der Insel Inchmurrin im Loch Lomond, Dunbartonshire.
Um 1450 schloss er sich als Höfling dem Gefolge König Jakobs II. an, der ihn spätestens im Oktober 1455 als Lord Avondale zum erblichen Lord of Parliament erhob. Er hatte Ländereien in Lanarkshire erworben, wo er Avondale Castle errichten ließ. Von 1455 bis 1460 amtierte er als Keeper von Lochmaben Castle und von 1456 bis 1460 als Lord Warden der West Marches. Von 1458 bis 1461 war er Justiciar und unter dem jungen König Jakob III. von 1460 bis 1482 als Lordkanzler von Schottland. Von 1467 bis 1480 war er auch Keeper von Stirling Castle und 1468 wurde er auf eine diplomatische Mission nach Dänemark entsandt, wo er mit König Christian I. die Verheiratung von dessen Tochter Margarethe mit Jakob III. vereinbarte. Als Erbe seiner Großmutter wurde ihm 1471 eine Leibrente aus den Ländereien des Earldom of Lennox zugesprochen. Am 17. April 1479 wurde er vom König formell legitimiert. 1484 reiste er auf eine diplomatische Mission nach Frankreich.
Er blieb unverheiratet und kinderlos. Seine Ländereien fielen bei seinem Tod, 1488, an seinen Neffen Alexander Stewart († 1489), Sohn seines Bruders Walter Stewart of Morphie. Für dessen Sohn Andrew Stewart († 1513) wurde 1500 der Titel des Lord Avondale neu geschaffen.